# NGC 493
NGC 493 ist eine Balken-Spiralgalaxie vom Hubble-Typ SBc im Sternbild Walfisch südlich der Ekliptik. Sie ist schätzungsweise 108 Millionen Lichtjahre von der Milchstraße entfernt und hat einen Durchmesser von etwa 105.000 Lj.

Im selben Himmelsareal befinden sich die Galaxien NGC 521, IC 1681, IC 1694, IC 1697.
Die Supernovae SN 1971S (Typ-IIP) und SN 2016hgm (Typ-IIP) wurden hier beobachtet.
Das Objekt wurde am 20. Dezember 1786 von dem deutsch-britischen Astronomen Wilhelm Herschel entdeckt.